# Granada Lions 2016
Questa voce raccoglie le informazioni riguardanti i Granada Lions nelle competizioni ufficiali della stagione 2016.

## LNFA Serie B 2016

### Stagione regolare
Incontri non ordinati cronologicamente.

| 2016 | Gijón Mariners | 14 – 12 | Granada Lions |  |

| 2016 | Mallorca Voltors | 27 – 7 | Granada Lions |  |

| 2016 | Murcia Cobras | 32 – 0 | Granada Lions |  |

| 2016 | Granada Lions | 0 – 14 | Murcia Cobras |  |

| 2016 | Granada Lions | 7 – 10 | Gijón Mariners |  |

| 2016 | Granada Lions | 27 – 10 | Mallorca Voltors |  |

### Playoff
| Barcellona 7 maggio 2016 | Barcelona Búfals | 16 – 7 | Granada Lions |  |

## XV Liga Andaluza de Futbol Americano

### Stagione regolare
Incontri non ordinati cronologicamente.

| Maracena 13 dicembre 2015 | Granada Lions | 26 – 31 referto | Fuengirola Potros | Ciudad Deportiva |

| Fuengirola 13 febbraio 2016 | Fuengirola Potros | 7 – 20 referto | Granada Lions | Estadio de Suel |

| 2015-2016 | Granada Lions | 29 – 15 | Almería Barbarians |  |

| 2015-2016 | Sevilla Linces | 0 – 92 | Granada Lions |  |

| 2015-2016 | Almería Barbarians | 7 – 55 | Granada Lions |  |

| 2015-2016 | Granada Lions | 69 – 6 | Sevilla Linces |  |

### Playoff
| Maracena 19 marzo 2016 | Granada Lions | 0 – 40 referto | Fuengirola Potros | Ciudad Deportiva |

## Statistiche di squadra
| Competizione             | %Vittorie | In casa | In casa | In casa | In casa | In casa | In casa | In trasferta | In trasferta | In trasferta | In trasferta | In trasferta | In trasferta | Totale | Totale | Totale | Totale | Totale | Totale |
| Competizione             | %Vittorie | G       | V       | N       | P       | Pf      | Ps      | G            | V            | N            | P            | Pf           | Ps           | G      | V      | N      | P      | Pf     | Ps     |
| ------------------------ | --------- | ------- | ------- | ------- | ------- | ------- | ------- | ------------ | ------------ | ------------ | ------------ | ------------ | ------------ | ------ | ------ | ------ | ------ | ------ | ------ |
| LNFA-B Stagione regolare | .167      | 3       | 1       | 0       | 2       | 34      | 34      | 3            | 0            | 0            | 3            | 19           | 73           | 6      | 1      | 0      | 5      | 53     | 107    |
| LNFA-B Playoff           | .000      | 0       | 0       | 0       | 0       | 0       | 0       | 1            | 0            | 0            | 1            | 7            | 16           | 1      | 0      | 0      | 1      | 7      | 16     |
| LAFA Stagione regolare   | .833      | 3       | 2       | 0       | 1       | 124     | 52      | 3            | 3            | 0            | 0            | 167          | 14           | 6      | 5      | 0      | 1      | 291    | 66     |
| LAFA Playoff             | .000      | 1       | 0       | 0       | 1       | 0       | 40      | 0            | 0            | 0            | 0            | 0            | 0            | 1      | 0      | 0      | 1      | 0      | 40     |
| Totale                   | .429      | 7       | 3       | 0       | 4       | 158     | 126     | 7            | 3            | 0            | 4            | 193          | 103          | 14     | 6      | 0      | 8      | 351    | 229    |